# أحمد عدنان حافظ
أحمد عدنان حافظ هو سياسي عراقي سابق، شغل منصب وزير المواصلات في وزارتي عبد الرحمن البزاز الأولى والثانية ووزير الأشغال والإسكان بالوكالة في الوزارة الأولى عامي 1965 و 1966.
ولد في الموصل سنة 1909، وأكمل دراسته الابتدائية والثانوية فيها ثم التحق بالجامعة الأمريكية في بيروت لدراسة الهندسة ،والتحق ببعثة وزارة المعارف إلى المملكة المتحدة عام 1930 لدراسة الهندسة الكهربائية والتحق بجامعة برمنغهام في إنجلترا. تخرج عام 1934 بشهادة بكالوريوس في الهندسة الكهربائية وعين معاون مهندس في وزارة الأشغال والمواصلات عام 1935.
أوفد إلى إنجلترا لمدة سنة للدراسة والتدريب والعمل في هندسة اللاسلكي والإذاعة فالتحق بكلية ماركوني للاسلكي بمدينة تشيلمسفورد وحاز على شهادتها ثم التحق بمصلحة البريد البريطانية وهيئة الإذاعة البريطانية للتدريب العملي على الإذاعة والمخابرات اللاسلكية وعاد إلى العراق عام 1936 وعين معاونا لرئيس المهندسين في مديرية البرق والبريد العامة ببغداد، وكان أحد مؤسسي جمعية المهندسين العراقيين ونائب رئيسها لعدة سنوات.
وفي سنة 1940، التحق بخدمة الجيش ومنح رتبة مقدم واشتغل رئيس الهيئة الفنية في مديرية الأشغال العسكرية عام 1944، حين نقل إلى مديرية البريد والبرق العامة لإشغال منصب رئيس المهندسين فيها لانهاء خدمات رئيس المهندسين البريطاني، وبهذا يكون أول عراقي يشغل هذه الوظيفة، وعين مديرا عاما لمديرية البرق والبريد.
نال وسام الرافدين من الدرجة الثالثة ومثل العراق مرات متعددة في لجنة المواصلات التابعة لجامعة الدول العربية والمؤتمرات المنبثقة عنها. ومثل العراق في مؤتمر البريد العالمي المنعقد في أوتاوا عام 1957، وأحيل على التقاعد عام 1959 ثم أعيد إلى الخدمة عام 1963 مديرا عاما لمصلحة كهرباء بغداد. وبعد دمجها بمصلحة الكهرباء الوطنية، عين رئيسا متفرغا لإدارتها. وفي عام 1964 عين عضوا متفرغا في مجلس التخطيط بدرجة وزير.
وفي عام 1965 اسندت اليه وزارة المواصلات في وزارة عبد الرحمن البزاز الأولى والثانية ووزارة الأشغال والإسكان وكالة. ثم دمجت هذه الوزارة بوزارة البلديات. وأحيل على التقاعد بعد استقالة الوزارة عام 1966.
توفي سنة 1983.